# José Ignacio Madariaga
José Ignacio Madariaga Tejedor (nacido el 31 de julio de 1949 en Sestao, Vizcaya, España) es un exfutbolista español. Jugaba de defensa.

## Carrera
Se formó en la cantera del Real Madrid, llegando al filial blanco en 1967. En las siguientes temporadas pasó como cedido por las filas del Albacete Balompié, Xerez CD, Barakaldo CF, Deportivo Alavés, Cádiz CF y, nuevamente, Barakaldo. Tras este periplo de cesiones, decidió aceptar la oferta del Athletic Club en 1974.
El 7 de septiembre de 1974 debutó en Primera División en una derrota por 2 a 0 ante el CD Málaga, anotando un gol en propia puerta. El 22 de diciembre logró su primer gol, de penalti, con el club bilbaíno. En la temporada 1976-77 logró dos goles más con el equipo en la Copa de la UEFA. Su tanto más destacado fue logrado en San Siro. Allí, Madariaga marcó de penalti en el minuto 88 clasificando al Athletic Club a los cuartos de final rematando con su pierna izquierda a pesar de diestro. El equipo bilbaíno acabó el partido perdiendo 3-1 ante el AC Milan, pero como había vencido por 4 a 1 en el partido de ida, avanzó a la siguiente ronda.
En 1977 fichó por el Racing de Santander, después de haber disputado 76 encuentros en el Athletic. Se retiró en 1980 después de una temporada en las filas del Club de Fútbol Palencia.

## Clubes
| Club                     | País   | Año       |
| ------------------------ | ------ | --------- |
| Real Madrid Castilla     | España | 1967-1968 |
| Albacete Balompié        | España | 1968-1969 |
| Xerez Club Deportivo     | España | 1969-1970 |
| Barakaldo Club de Fútbol | España | 1970-1971 |
| Deportivo Alavés         | España | 1971-1972 |
| Cádiz Club de Fútbol     | España | 1972-1973 |
| Barakaldo Club de Fútbol | España | 1973-1974 |
| Athletic Club            | España | 1974-1977 |
| Racing de Santander      | España | 1977-1979 |
| Club de Fútbol Palencia  | España | 1979-1980 |